# Tom de Pékin
Daniel Vincent, dit Tom de Pékin, né en 1963 à Chambéry, est un peintre, dessinateur, performeur et réalisateur français.

## Biographie
Tom de Pékin grandit dans les Alpes près de Chambéry. Il entre à l'École supérieure d'art et design de Valence, s'installe à Paris en 1987, où il commence par travailler comme graphiste. En 1994, il crée les éditions Les 4 mers avec Guillaume Dégé, lequel choisit une imprimerie d'État aux techniques traditionnelles à Pékin. Le nom de la ville est à l'origine en 2000 du nom d'artiste Tom de Pékin, qui est aussi formé en hommage à Tom of Finland,.
Dès son premier recueil de dessins publié en 2000, Rêve au cul, Tom de Pékin mélange la propagande de la république populaire de Chine et la pornographie gay. Ses vidéos expriment tout autant une politique et une culture queer, comme son hommage à l'artiste Pierre Molinier en 2009. Il s'amuse à subvertir les albums à colorier pour enfants.
Il illustre l'affiche du film L'Inconnu du lac de Alain Guiraudie  en 2013. Cette affiche fait scandale auprès des mairies de Versailles et Saint-Cloud qui l'interdisent,.
Il réalise plusieurs séries de dessins, comme Gayhouse (2014), ou Poussinade, hommage détourné du peintre classique Nicolas Poussin avec des scènes de BDSM gay. Il a aussi illustré la couverture de la traduction d'un livre de Washington Cucurto, Les Aventures du dieu Maïs, aux éditions Le Nouvel Attila,.
Sa vidéo Haldernablou Quadriflore (2017), qui fait suite à la performance Haldernablou Triptyque (2015), d'après l'œuvre d'Alfred Jarry, a reçu le soutien de Fabrice Hyber, Agnès b., la région Bretagne et le Centre national des arts plastiques. Elle a été présentée à L'Étrange Festival 2017.

## Œuvres

### Vidéos
- Gode save the gouine, 2002[1].
- Pine Pong, avec The Brain, 2003, Festival international du court métrage de Clermont-Ferrand[1].
- Molinier is my revolution, 2009.
- Haldernablou Quadriflore, 2017.

### Publications
- 10x18 Leporello, Guillaume Dégé et Daniel Vincent (Tom de Pékin), 200 ex. en sérigraphie 180 × 18 cm, éditions Cornélius, 1993
- Tom de Pékin, Arts Factory coll. « Dans la marge », 2008.
- Tom de Pékin, Septembre éditions, 2009.
- Rêve au cul, rééd. Hic & Nunc, 2013[10],[2].
- Le Lac sombre, les Presses du réel, 2013  (ISBN 978-2-37543-028-6).
- Hula hoop (journal intime dessiné), éditions Solo ma non troppo, 2016.
- Alfred Jarry, Haldernablou, United Dead Artists, les Presses du réel, 2017[11].
- Panorama Antoine Watteau, avec Quentin Faucompré, La Vie moderne, 2017.
- Tom de Pékin, coffret de 4 livre, Derrière la salle de bain, sd[12].
- Ni queue ni tête - Guillaume Dégé et Daniel Vincent (Tom de Pékin); 125 ex en risographie; DUO Zine no 4; 2022.

### Affiches
- L'inconnu du lac, film de Alain Giraudie 2013[2].

## Collections publiques
- Lille, Lasécu artothèque Lille Métropole : Sans titre, 2016[13].
- Hellemmes, L'inventaire artothèque : Point de vue sur le Mont-Blanc du Tacul, édition 2023

## Expositions
- Le Lac sombre, galerie Arts Factory, Paris, octobre à novembre 2013.
- Les Décors montagneux, galerie Espace à vendre, Nice, mai-juin 2014.
- Tom de Pékin, festival In&Out 2015, Nice et Cannes.
- Tom de Pékin, Library Of Arts, Paris, septembre-octobre 2015.
- Dialogue de dessins. Tom de Pékin + P. Faedi, Le Kafteur Strasbourg, décembre 2015.
- L'essentielle, Paris Galerie Arts Factory, mai 2021[2].